# Mutatis mutandis
Het Latijnse mutatis mutandis betekent letterlijk "nadat veranderd is wat veranderd moet worden". Dikwijls betekent dit dat men een tekst niet helemaal herhaalt, maar aan de lezer/toehoorder zegt: verander het op die punten waar het veranderd moet worden.
Zo bevat bijvoorbeeld een beschrijving van een beroep in de mannelijke vorm (leraar) woorden als "hij", "aan hem", "zijn", ... Bij de beschrijving in de vrouwelijke vorm (lerares), moeten dus alleen de mannelijke voornaamwoorden (adjectieven) aangepast worden.
Deze uitdrukking wordt vaak gebruikt bij de bewerking van een juridische tekst of officiële statuten. Aldus kan een reeks wijzigingen met enkele woorden worden aangegeven.